# William Hinson Cole
William Hinson Cole (11 stycznia 1837 w Baltimore, 8 lipca 1886 w Waszyngtonie) – amerykański prawnik, lekarz i polityk, członek Partii Demokratycznej. Jako żołnierz uczestniczył w bitwie pod Gettysburgiem. Od 1885 roku był przedstawicielem trzeciego okręgu wyborczego w stanie Maryland w Izbie Reprezentantów Stanów Zjednoczonych, gdzie służył do śmierci 8 lipca 1886 roku.